# Barbilophozia floerkei
Barbilophozia floerkei ist eine Lebermoos-Art aus der Familie Lophoziaceae und gehört zur Gruppe der beblätterten Lebermoose. Benannt ist sie nach Heinrich Gustav Flörke (1764–1835), einem deutschen Geistlichen, Mediziner und Botaniker. Deutsche Namen sind Flörkes Zilienlebermoos, Floerke-Bartspitzmoos, Floerkes Neubartspitzmoos.

## Merkmale
Barbilophozia floerkei wächst in oft ausgedehnten gelbgrünen bis braungrünen Rasen. Die aufrechten bis niederliegenden Pflanzen sind um 5 Zentimeter lang und 2,5 bis 3 Millimeter breit. Ihre Unterseite ist mit kurzen Rhizoiden besetzt.
Die Flankenblätter sind am Stämmchen schräg angewachsen, etwa 1,2 Millimeter lang und etwas breiter als lang, im oberen Drittel in meist drei stumpf zugespitzte Lappen geteilt. Am Blattgrund sind gewöhnlich einige Anhängsel (Zilien) vorhanden, die quadratische Zellen aufweisen. Die rundlichen Blattzellen sind derbwandig mit deutlichen Eckverdickungen. Pro Zelle sind etwa 2 bis 6 Ölkörper vorhanden. Unterblätter sind meist deutlich entwickelt und zweilappig.
Die Art ist diözisch. Das Perianth ist eiförmig-zylindrisch und in der oberen Hälfte faltig. Brutkörper werden nur sehr selten gebildet.

## Standortansprüche
Das Moos wächst auf sauren und humosen, frischen bis feuchten, lichten bis mäßig beschatteten Standorten in montanen bis subalpinen (alpinen) Höhenlagen. Geeignete Lebensräume sind Zwergstrauchheiden, Hochstaudenfluren, kalkfreie alpine Rasen, Nadelwälder, Moore und Moorwälder.

## Verbreitung
Vorkommen der boreal-montan verbreiteten Art befinden sich in West-, Nord- und Zentraleuropa, in Asien (Kaukasus, Sibirien), im westlichen Nordamerika und auf Grönland. Eine weitere isolierte Fundstelle gibt es in Peru, Südamerika.
In Mitteleuropa liegt das Hauptverbreitungsgebiet in den Hochlagen der Alpen, besonders der Zentralalpen. Hier ist sie oft häufig.

## Systematik
In neueren bryologischen Publikationen wird die Art mit der Bezeichnung Neoorthocaulis floerkei (F.Weber & D.Mohr) L.Söderstr. in die Familie Anastrophyllaceae und die Ordnung Jungermanniales gestellt.